# Илија Обрадовић
Илија Обрадовић (Београд, 29. децембар 1911 — Београд, 7. новембар 2010) био је српски инжењер, доктор електротехнике и академик САНУ.

## Биографија
Дипломирао је на Машинско-електротехничком одсеку Техничког факултета у Београду. Докторску дисертацију Elektromotorischer Schnellregler mit grosser verstellkraft (у слободном преводу: „Електромоторни брзи управљач са великом регулацијом”) одбранио је на Техничкој високој школи у Дармштату 1940. године.
Био је директор Електротехничког института „Никола Тесла“ 1953-1961, затим научни саветник Индустрије електричних машина „Север“ у Суботици 1961-1969, саветник у Електронској индустрији у Београду 1969-1973. Учествовао је у изради многих важнијих електропривредних објеката у Србији, као и у осталим бившим југословенским републикама. Објавио је више стручних и научних радова, област рада била је електротехника, посебно проблем стабилитета и регулација сложених високонапонских мрежа. Био је члан одељења техничких наука Српске академије наука и уметности. Постао је дописни члан 1952. године, а редовни 1958. године. Био је заменик секретара Одељења техничких наука од 1962. до 1971. Био је члан Њујоршке академије наука од 1982. године.
Добитник је Октобарске награде града Суботице 1964. године. Уређивао је часопис „Електропривреда“, издања Института „Никола Тесла“ и Annales de le Association internationale pour le Calcul Analogique.
Био је члан почасног одбора 6. Међународног симпозијума посвећеног Николи Тесли октобра 2006. године..
Илија Обрадовић је преминуо 7. новембра 2010. у Београду као, у том тренутку, најстарији живи академик САНУ и по годинама и по стажу.